# Marcello Pirro
Marcello Pirro (Apricena, 7 marzo 1940 – 29 novembre 2008) è stato un artista e poeta italiano.

## Vita
Ha lavorato con Hans Richter e sue opere sono rappresentate al Museo di Arte Moderna di New York e sono state inserite in mostre con noti pittori italiani.
Le sue poesie sono state illustrate da importanti pittori del Novecento, quali Emilio Vedova e Lucio Fontana.